# 梅戸氏
梅戸氏（うめどし）は、日本の氏族。伊勢国の国人で北勢四十八家の一つ。梅津氏とも。

## 概要
三重県いなべ市の伝承では、田光隼則の後裔とされる。田光（多比鹿神社）は八風街道に接しており、山科言継が尾張国守護代・織田信秀の下へ下向する際に経由している。梅戸氏は、幕府奉公衆として、北伊勢にて独立した存在であった。
享徳2年（1453年）には、北方一揆の一員として、梅戸三河入道道雄と子の梅戸高行、大石（梅戸）長実、梅戸貞実の4人が確認できる。なお、貞実は伊勢貞宗より偏諱を賜っている。
応仁2年（1468年）11月7日には、荒木田氏経が梅戸道雄に書状を送っている。
文明5年（1473年）10月29日には土岐成頼が斎藤妙椿・斎藤利国を遣わし梅戸城を陥落させている。
文明9年（1477年）11月29日には伊勢神宮の内宮が梅戸長実に書状を送っている。
文明10年（1478年）9月には、梅戸加賀守が員弁郡嶋田御厨について幕府命令の執行を命じられている。
長享元年（1487年）には足利義尚の鈎の陣の際に奉公衆五番として梅戸右京亮（貞実）の名前が確認できる。
明応4年（1495年）8月11日には、伊勢貞陸が船田合戦のことについて梅戸右京亮（貞実）に書状を送っている。
戦国時代に六角高頼の子高実が入嗣し、大永5年（1525年）9月9日には、高実が杉山三郎右衛門という人物に書状を送っている。また、土岐政房の子も入嗣し梅戸光高を名乗っている。
天文5年（1536年）10月26日と同7年（1538年）12月13日付の証如の文書には長野稙藤と桑名の知行争いをする梅津少弼弟という人物が見える。
『天文日記』によると、天文9年（1540年）に六角氏とともに千種城を落城させている。
天文23年（1554年）には、高実の長男の梅戸刑部少輔高宗が没している。
永禄11年（1568年）、織田信長の北伊勢侵攻の時に攻められ、高実の子・梅戸実秀は討死し、勢力を減らしたものの、高実の孫（宗実の子）・梅戸孫次右衛門高治は滝川一益の配下となり、本能寺の変後は堀直寄に仕えている。
天正3年（1575年）には、高実の子・梅戸高資が死亡している。
天正9年（1581年）には、梅戸宗実が鳥取城での戦いで討死している。
正確な時期は不明であるが、安土桃山時代の3月23日に、梅戸平右衛門尉有良が松井休也に書状を送っている。
正確な時期は不明であるが、慶長年間（1596年 - 1615年）に、梅戸平右衛門尉可良が芥田五郎右衛門尉に書状を送っている。
慶長19年（1615年）10月17日付の文書には、「片桐且元、及び貞隆の使者」として梅戸忠介の名前が見える。
寛永15年（1638年）1月9日には、梅戸半左衛門が松平勝隆から書状を送られている。
正保2年（1645年）9月9日付の「大宮郷高指出帳」には梅戸八右衛門の名前が見える。
『寛政重修諸家譜』によると赤井正勝（赤井幸家の3世孫）の娘婿には梅戸玄怡（養庵）がおり、その娘が町田重忠に嫁いでいる。

## 系譜
| 六角高頼 |      |      |      |      |      |  |  |      |      |      |      |      |      |  |  |      |      |      |      |      |      |  |  |  |  |
|          |      |      |      |      |      |  |  |      |      |      |      |      |      |  |  |      |      |      |      |      |      |  |  |  |  |
| 梅戸高実 |      |      |      |      |      |  |  |      |      |      |      |      |      |  |  |      |      |      |      |      |      |  |  |  |  |
|          |      |      |      |      |      |  |  |      |      |      |      |      |      |  |  |      |      |      |      |      |      |  |  |  |  |
|          |      |      |      |      |      |  |  |      |      |      |      |      |      |  |  |      |      |      |      |      |      |  |  |  |  |
| 高宗     | 高宗 | 高宗 | 高宗 | 高宗 | 高宗 |  |  | 実秀 | 実秀 | 実秀 | 実秀 | 実秀 | 実秀 |  |  | 高資 | 高資 | 高資 | 高資 | 高資 | 高資 |  |  |  |  |